# Quiscale de Mexico
Quiscalus palustris
Espèce
Répartition géographique
Statut de conservation UICN

 EX  : Éteint
Le Quiscale de Mexico (Quiscalus palustris) est une espèce d'oiseau de la famille des ictéridés maintenant éteint.  La dernière mention remonte à 1910, c’est pourquoi il y a relativement peu d’informations à son sujet.  Il ressemblait au Quiscale à longue queue, mais était plus petit et plus svelte.
Le Quiscale de Mexico vivait dans les marais à la source du Río Lerma sur le plateau central du Mexique.  Il était probablement sédentaire.  Son extinction a été causée par le drainage des milieux humides qu’il occupait.  La compétition avec le Quiscale à longue queue qui s’établit dans cette région a sans doute été un facteur qui a contribué à sa disparition.